# Scarabaeus fraterculus
Scarabaeus fraterculus là một loài bọ cánh cứng trong họ Bọ hung (Scarabaeidae).